# Ester Textorius

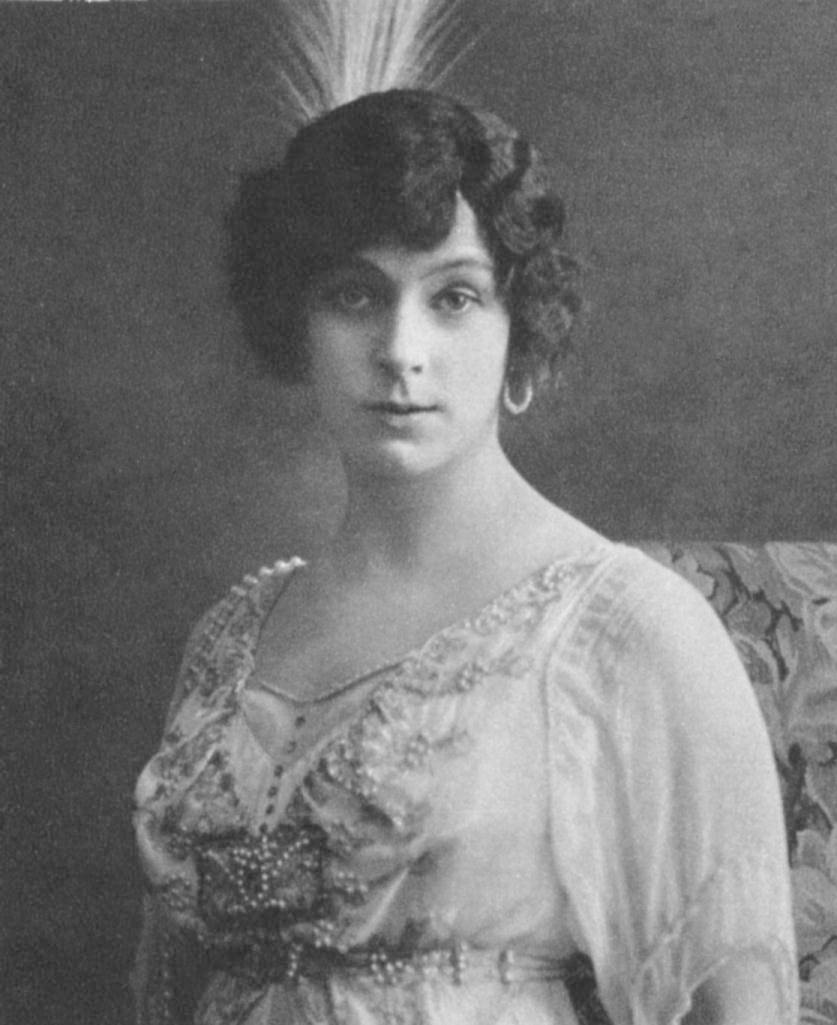
Ester Textorius c. 1910

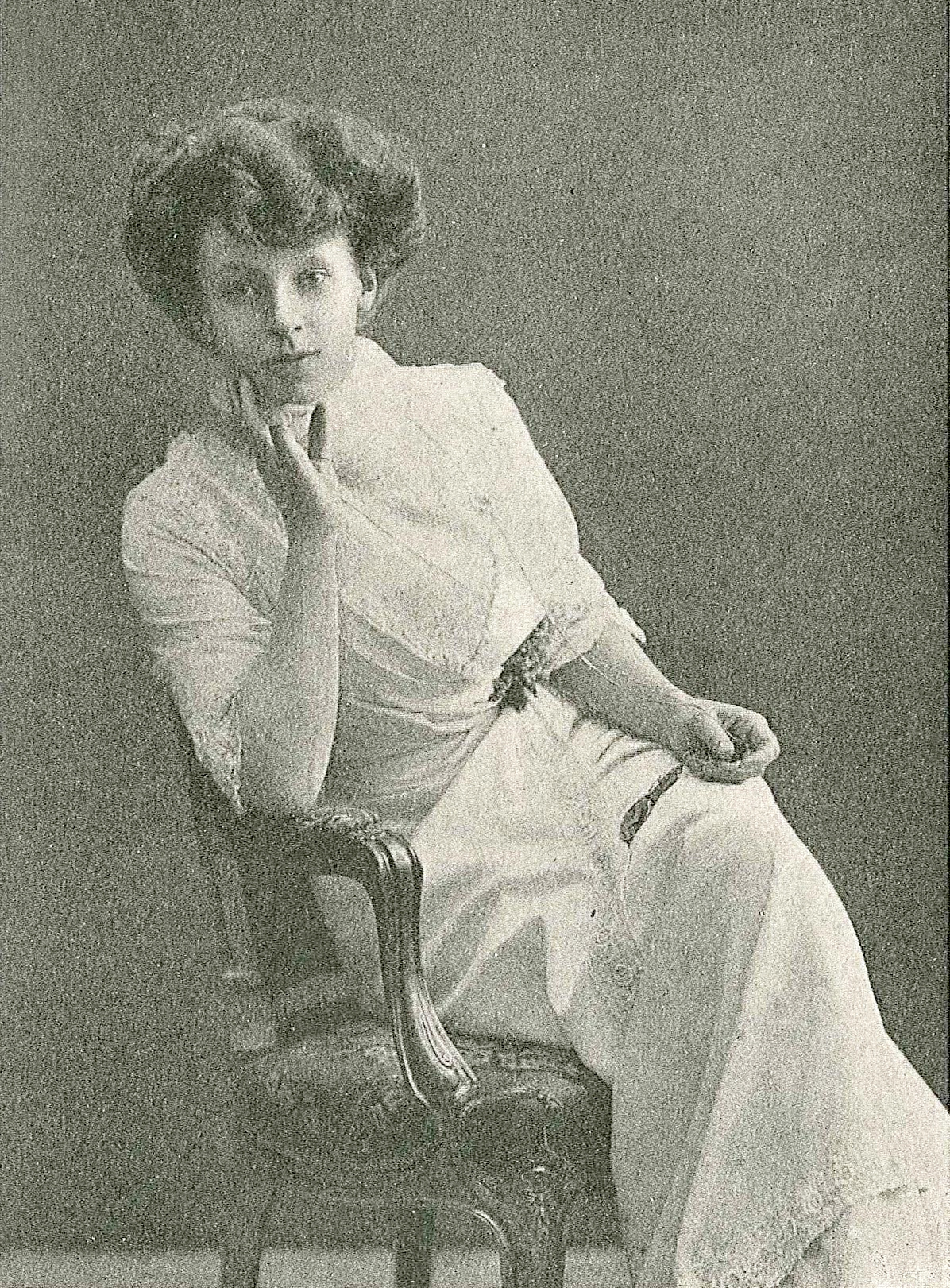
Ester Textorius 1912 oder früher

Ester Textorius (* 22. August 1883 in Västerås; † 13. Februar 1972 in Stockholm) war eine schwedische Schauspielerin.
Textorius wurde 1883 als Ester Vilhelmina Pettersson geboren und war zwischen 1904 und 1938 mit dem schwedischen Schauspieler Oskar Textorius verheiratet. Ihr Filmdebüt hatte sie 1911 zusammen mit ihrem Mann in dem Kurzfilm Stockholmsfrestelser von Anna Hofman-Uddgren. Insgesamt spielte sie in fünf Kinofilmen mit.

## Filmografie
- 1911: Stockholmsfrestelser
- 1925: Die Kameliendame (Damen med kamelior)
- 1941: Lärarinna på vift
- 1942: Sexlingar
- 1943: Stora skrällen